# Magneux (Marne)
Magneux település Franciaországban, Marne megyében. Lakosainak száma 266 fő (2022. január 1.). Magneux Breuil, Courlandon, Courville, Fismes és Unchair községekkel határos.

## Népesség
A település népességének változása:
| Lakosok száma | 186  | 177  | 200  | 207  | 275  | 279  | 279  | 271  | 269  | 266  |
|               | 1968 | 1982 | 1990 | 2006 | 2013 | 2015 | 2017 | 2019 | 2020 | 2022 |